# Ndoro-Mboli
Ndoro-Mboli, est une commune rurale de la préfecture de l’Ouham, en République centrafricaine. Elle s’étend au nord-ouest de la localité de Bossangoa.

## Géographie
La commune de Ndoro-Mboli est située au centre-ouest de la préfecture de l’Ouham. 
|           | Nanga Boguila |              |
| Ouham-Bac | Ndoro-Mboli   | Nana-Bakassa |
|           | Ouham-Bac     | Bossangoa    |

## Villages
Les villages principaux sont : Bomissi, Dobiti, Gbangayanga, Gbadé, Dadou Kota 2, Dadoukota, Gbatang-Béa, Bozali et Bofili. 
La commune compte 108 villages en zone rurale recensés en 2003 : Assa, Baleimin, Bede, Bedobo, Bo 1, Bobera, Bobili 1, Bobili 2, Boboi, Bobonri, Boboro, Bodali 1, Bodali 2, Bodok, Bodoko, Bodokpa, Bodore Gassa, Bodore Kete, Bodoro, Bodouk, Bofaka, Bofile, Bofiota, Bogama, Bogbali, Bogbara, Bogbara 2, Bogbolo, Bogone, Bogueri, Bohal, Bokonete, Bombaye, Bomissi, Bona, Bondia Kete, Bondia Kota, Bondili, Bondore, Bongasse, Bongba Kete, Bongba Kota, Bongombo, Bonini, Bori, Bosali, Bossada, Bossio, Bossokpa 1, Bossokpa 2, Bossokpa 3, Bossonli, Botere, Boteyora, Botoua, Botoua Bolo, Bouassi, Bouta, Bowansouma, Bowili, Boyongo Kete, Boyongo Kota, Bozangwen, Bozele 2, Bozere, Dacte, Dadou Kete, Dadou Kota 1, Dadou Kota 2, Dobiti, Dolo, Gade-Gassa, Galikone, Gayo, Gbade 1, Gbade 2, Gbade 3, Gbadoma, Gbadon, Gbakera 2, Gbangayanga, Gbanguire, Gbapo Kete, Gbatong Bea, Gbehinri, Gbewele, Gbininza, Gola Kota, Gola-Kete, Gombana, Goto Kozona, Koko-Bea, Koko-Gassa, Kome, Kondiki, Koutou, Maissanga, Mbai, Mbowe Kete, Ndebere Kete, Ndembere Kota, Ndokian, Nzanli, Tizian, Tondori, Touiguede, Yoro, Zikiti.

## Éducation
La commune compte 23 écoles publiques : Bogbali, Gbinza, Bossokpa, Mbaï, Bomissi, Bodali, Gbapo-Kota, Dadouk-Kota, Bodore-Gassa, Bouassi, Bobera, GBede, Ngobana, Gayo, Gbadoma, Assa, Dombiti, Bowili, Bokongo, Bokini, Bogboto, Kollo-Gassa et Bosseke.